# Rijstekoekje
Rijstekoekjes is een oud Nederlands gerecht. Het is een manier om met restjes rijst een smakelijk nagerecht te bereiden door meel over de rijst te strooien en er stijfgeklopt eiwit met eidooier doorheen te doen. Na toevoeging van rozijnen en suiker wordt wat melk door het mengsel geroerd. In een hete koekenpan worden hoopjes van de aangemengde rijst gelegd, wat samengedrukt, die worden bruingebakken en met suiker en kaneel bestrooid. Ze worden warm gegeten. Vaak is het resultaat bros en breekbaar, maar omdat dit een eenvoudig, huiselijk gerecht is hoeft het resultaat niet perfect te zijn. Ze zijn wat frisser van smaak als er een halve eetlepel citroensap aan is toegevoegd. De rozijnen kunnen worden vervangen door of aangevuld met sukade, geraspte appel en dergelijke.

## Oud recept
In een kookboek uit 1667, getiteld de Verstandige kok of sorghvuldige Huys-houdster, staat een recept voor rijstkoekjes, bereid met kaneel, saffraan, suiker en rozenwater:
| Koockt rijs in soetemelk heel dick, dat de korrelen heel blijven. Laet kout worden. Doet er dan wat saffraen in, een weynigh caneel met gestooten beschuyt, dat in roosewater geweeckt is, en suycker, en acht of tien eyeren naer advenant. Den rijs roert ondereen, en dan in boter gebacken, en suycker over geraspt. |